# Panfletonegro
- Panfletonegro

Panfletonegro es un webzine creativo publicado desde Caracas, Venezuela, desde el 17 de julio de 1999.
Sus temas abarcan la poesía, prosa, crítica, fotografía y política.
Daniel Pratt fue el redactor jefe hasta que en julio de 2006, adoptó la forma de un blog comunitario y se convirtió en un sitio libertario, participativo y libre de criterios editoriales. 
Junto con Letralia y Ficcionbreve, panfletonegro.com es una de las tres revistas literarias más antiguas de la web venezolana[cita requerida].